# Koúros d'Aristodikos
El kouros d'Aristodikos, és una escultura tipus kouros que data de l'any 500 aC i que va ser esculpida per algun artista dels tallers d'Àtica, regió de l'antiga Grècia. La peça s'exposa de forma permanent al Museu Arqueològic Nacional d'Atenes, (Grècia), on té assignat el nombre d'inventari 3938.
L'escultura va ser trobada l'any 1944, a la zona de Mesogeia, a la prefectura d'Àtica.
La peça representa un kouros (una estàtua d'un baró jove, datada a partir del període arcaic de l'art de l'antiga Grècia (sobre 650 al 500 aC). És un tipus d'escultura que va imperar durant els segles VIII - VI aC. L'equivalent femení són les korai.

## Característiques
- Autor: Anònim, (tallers d'Àtica).
- Estil: Època Arcaica grega.
- Material: Marbre de Paros.
- Altura: 1,95 centímetres.
- Inscripció a la seva base amb l'expressió «d'Aristodikos».